# فرانشيسكو غيدولين
فرانشيسكو غيدولين (بالإيطالية: Francesco Guidolin)‏ (مواليد 3 أكتوبر 1955 في كاستيلفرانكو فينيتو - إيطاليا) لاعب كرة قدم إيطالي معتزل كان يجيد اللعب في مركز الوسط المحوري وحاليا مدرب نادي الدرجة الأولى أودينيزي الإيطالي منذ 2010 .

## روابط خارجية
- فرانشيسكو غيدولين على موقع قاعدة بيانات كرة القدم.إي يو (الإنجليزية)
- فرانشيسكو غيدولين على موقع Soccerbase.com (مدرب) (الإنجليزية)
- فرانشيسكو غيدولين على موقع Soccerway.com (الإنجليزية)
- فرانشيسكو غيدولين على موقع عالم كرة القدم.نت (الإنجليزية)
- فرانشيسكو غيدولين على موقع كووورة